# Sagina japonica
Sagina japonica är en nejlikväxtart som först beskrevs av Olof Swartz och Ernst Gottlieb von Steudel, och fick sitt nu gällande namn av Jisaburo Ohwi. Sagina japonica ingår i släktet smalnarvar, och familjen nejlikväxter. Inga underarter finns listade i Catalogue of Life.

## Bildgalleri

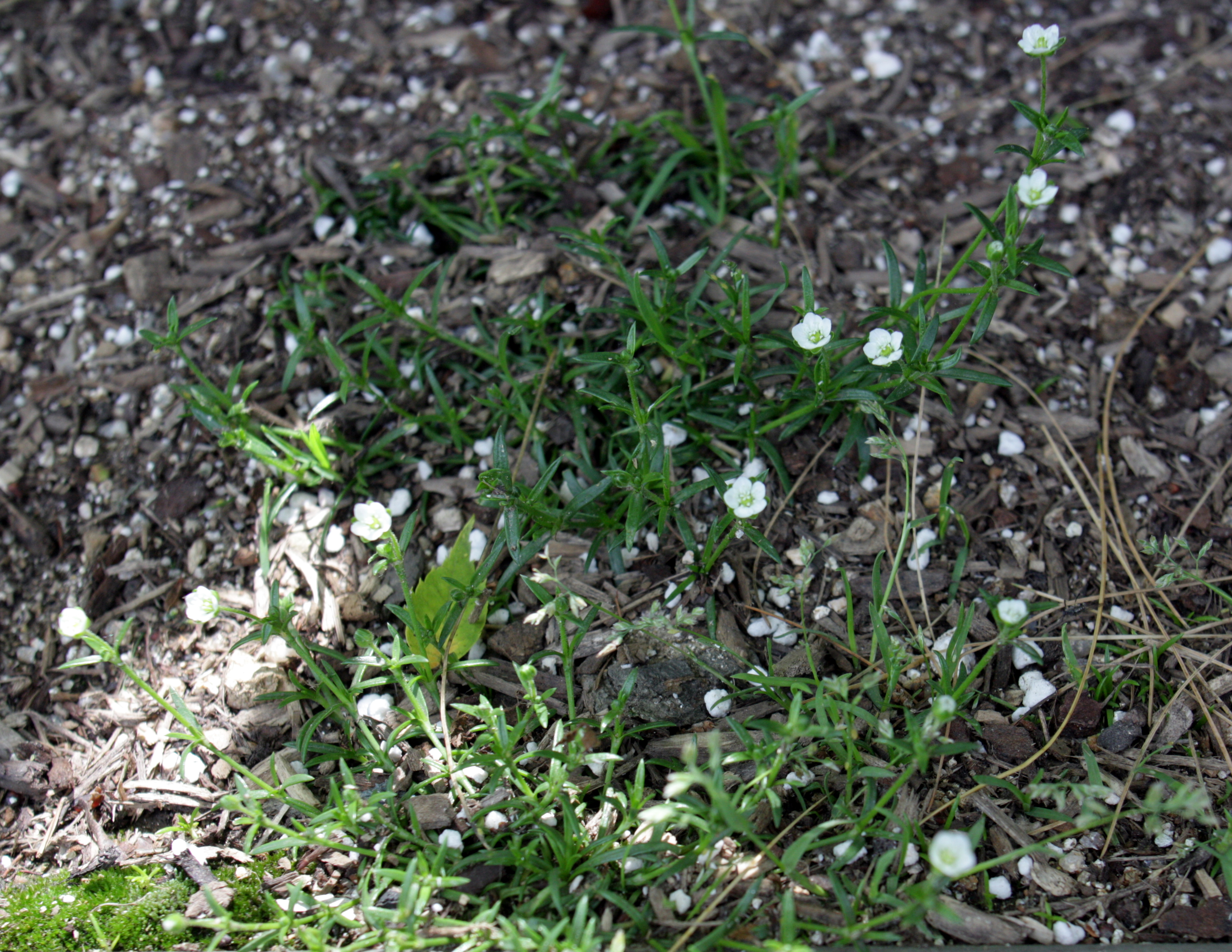
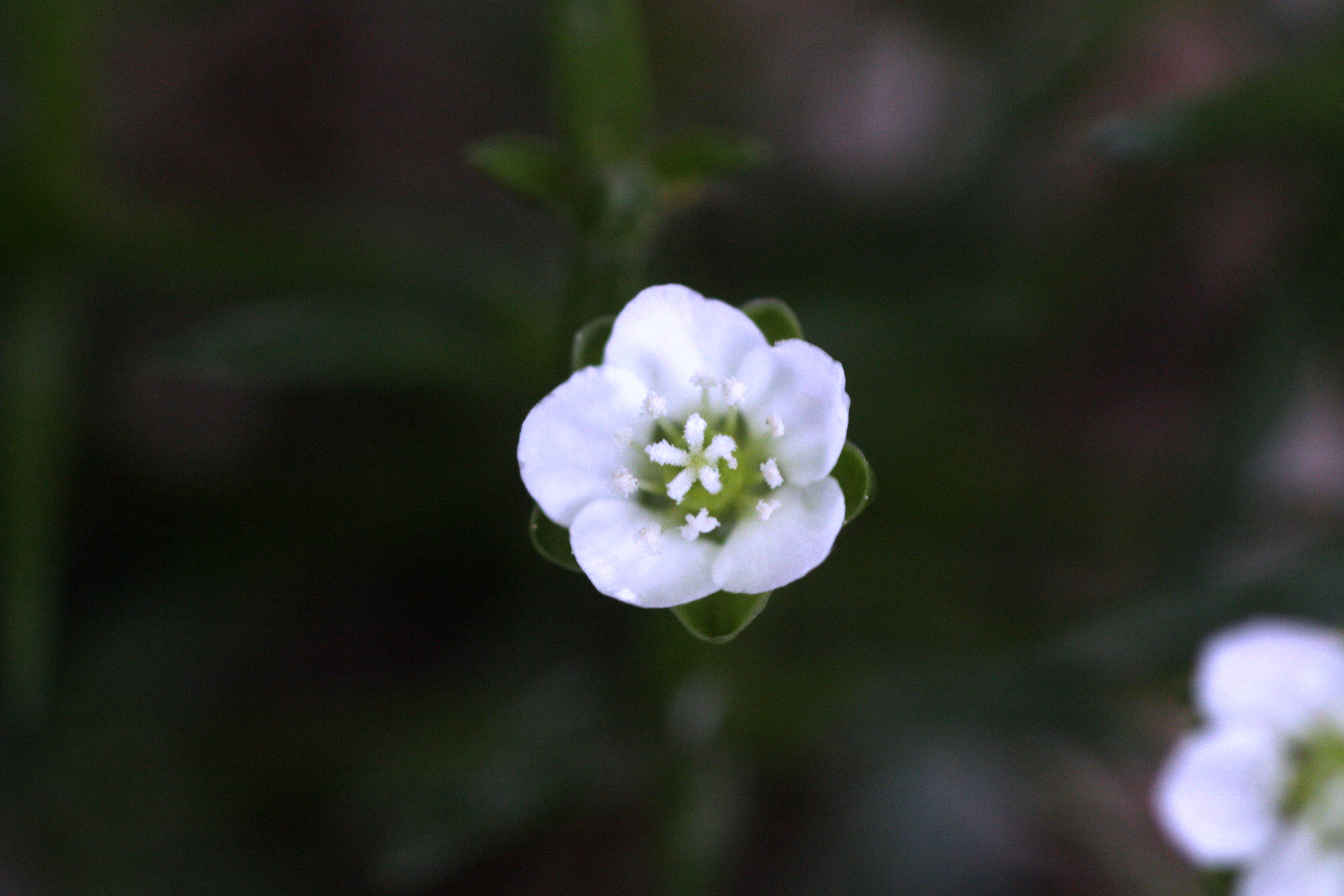
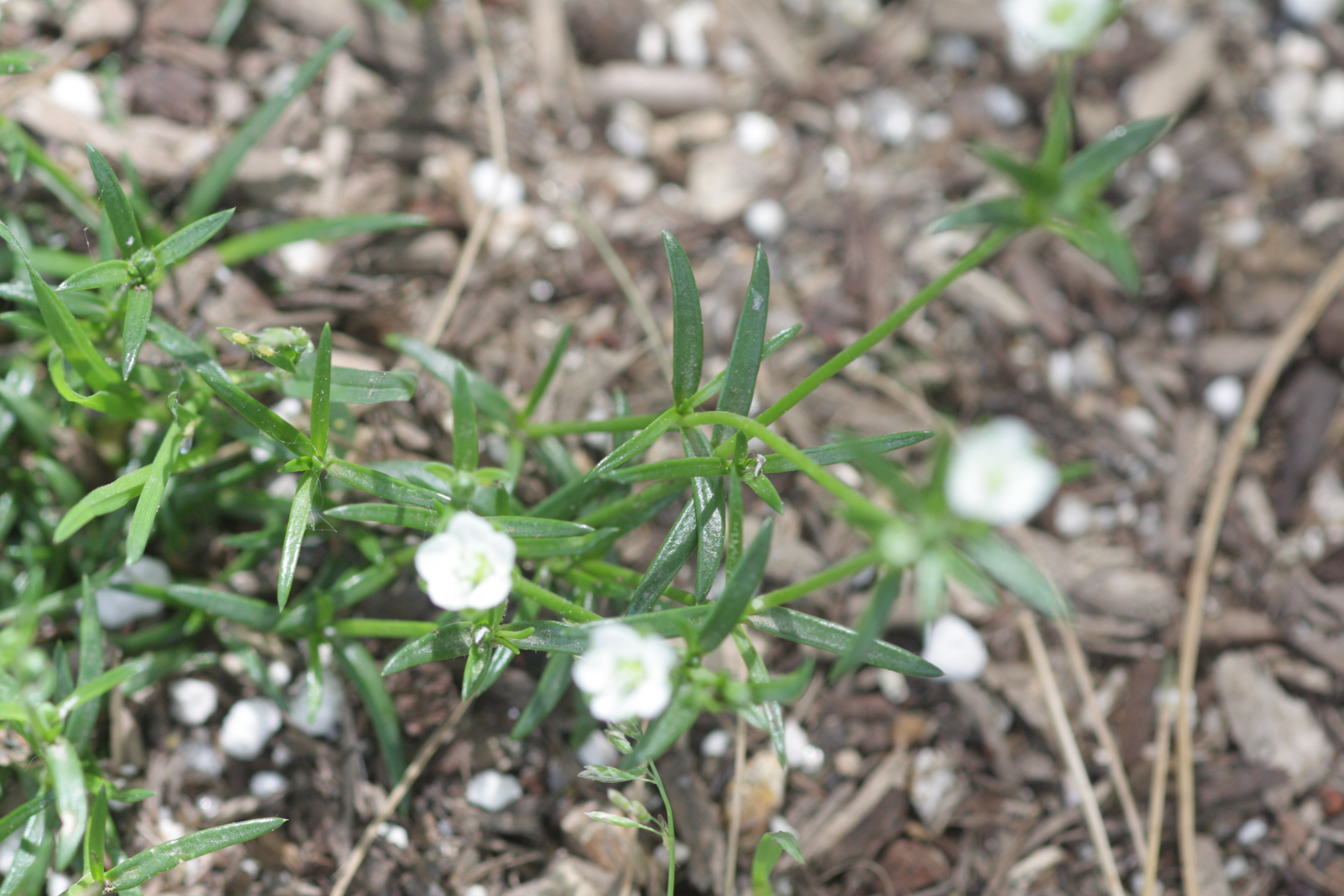
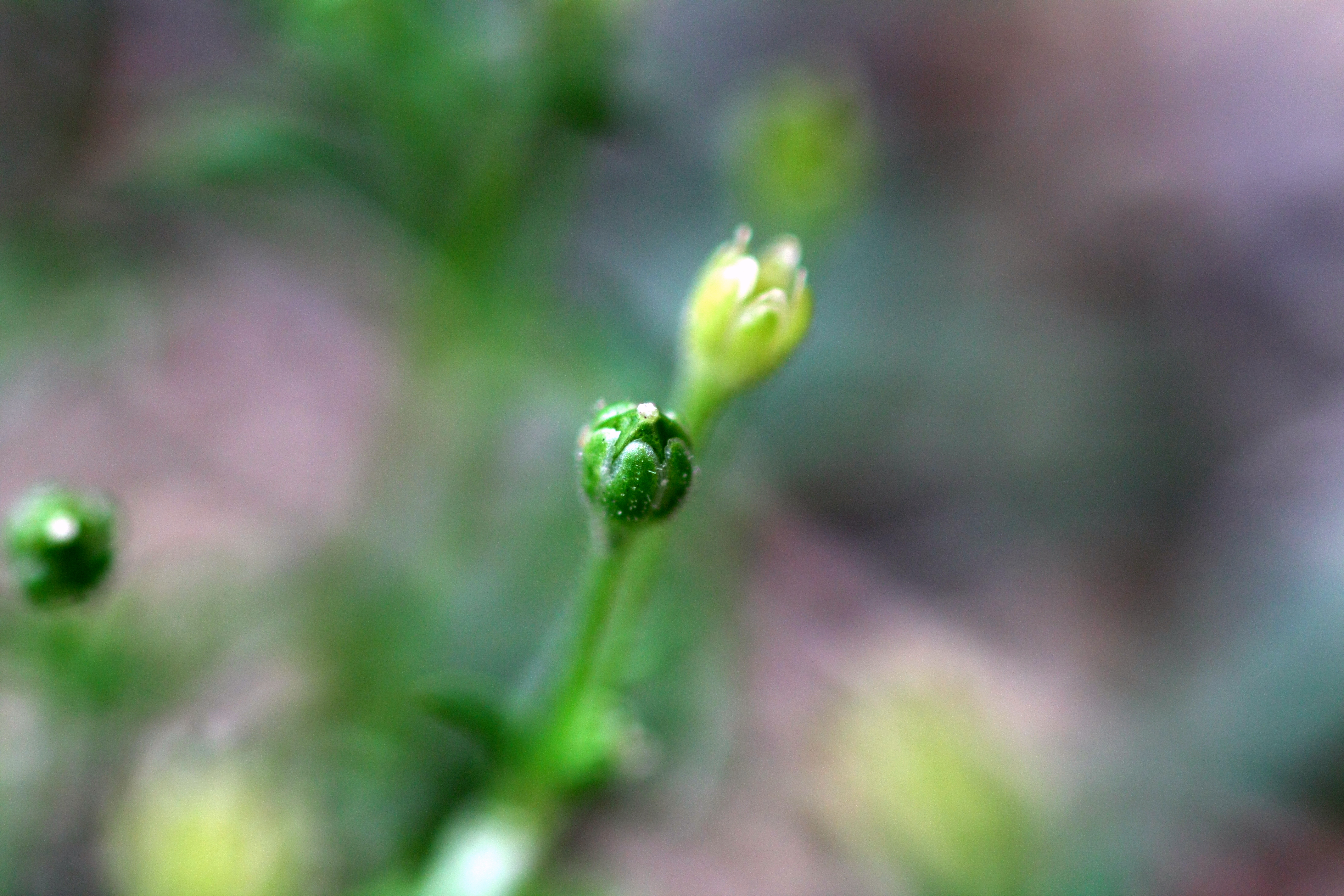
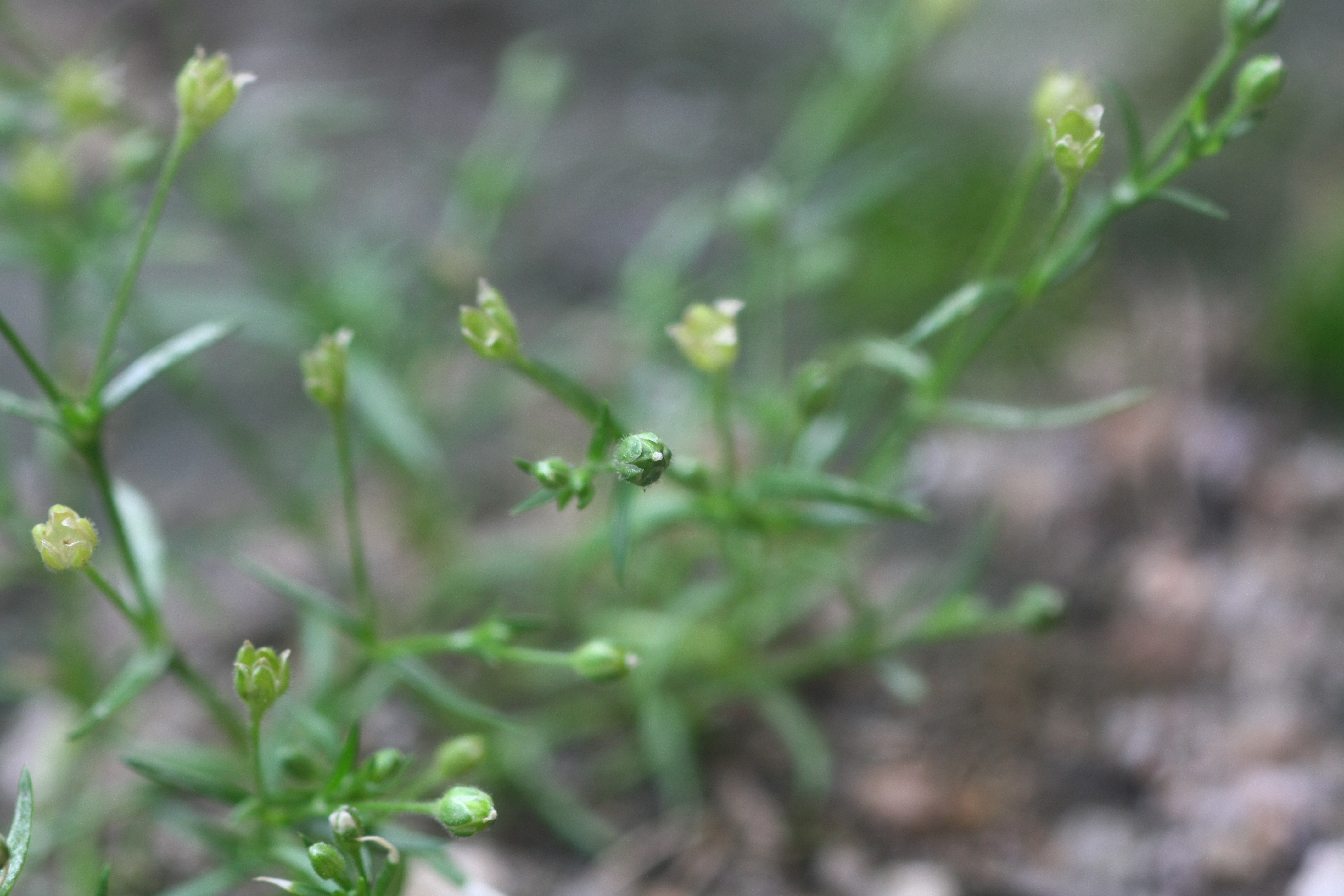
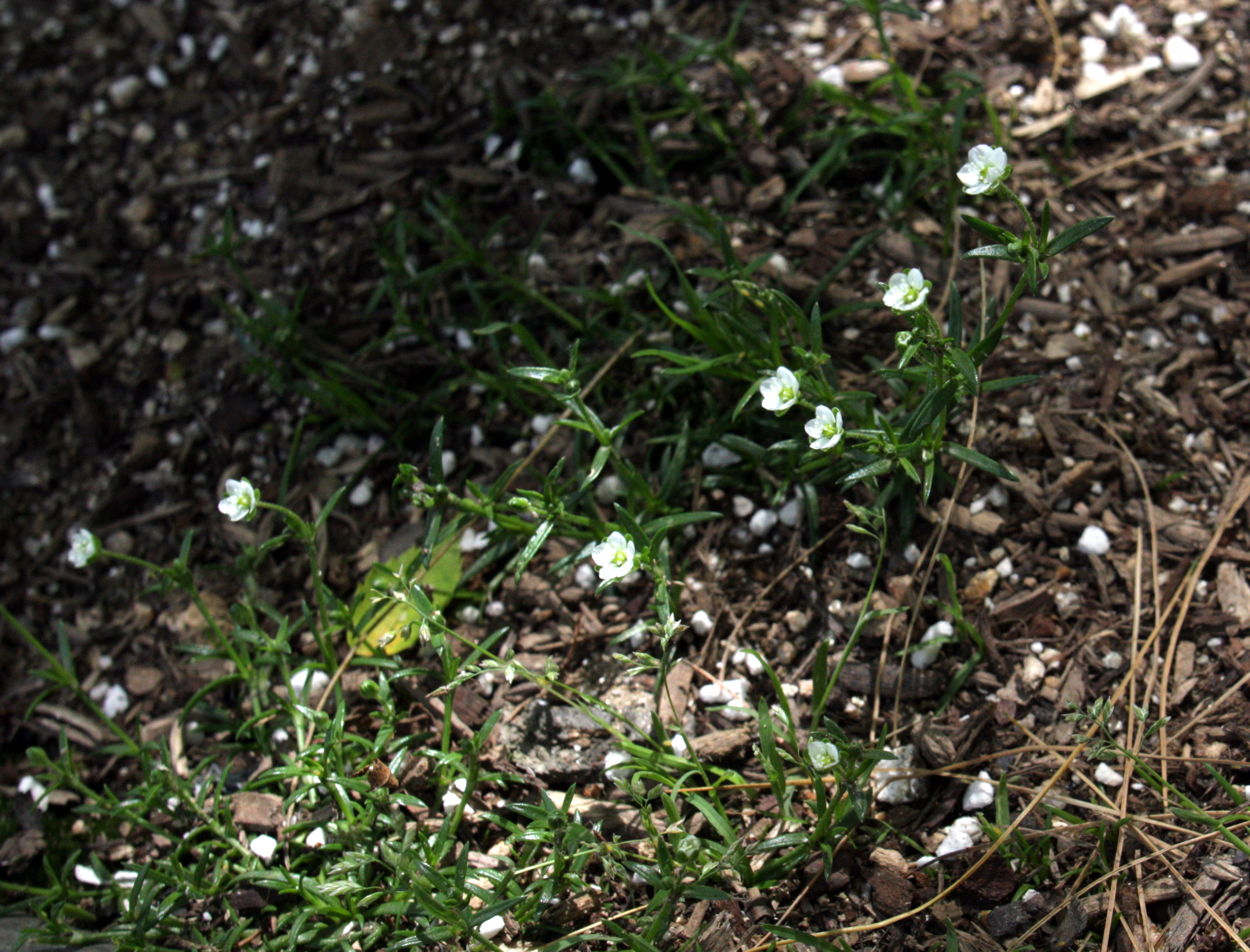